# Spomenik Nikoli Tesli u Bakuu
Spomenik Nikoli Tesli (azerski: Nikola Teslanın heykəli) je spomenik znanstvenika Nikole Tesle, koji se nalazi u glavnom gradu Azerbajdžana, Bakuu. Podignut je u parku na križanju avenije Azadlig i ulice Sulejmana Rahimova. Autori spomenika su kipar Omar Eldarov i arhitekt Sanan Salamzade. Spomenik je izlijan iz bronce. Njegova visina zajedno s postoljem je 3,3 metra.
Svečanost otvaranja spomenika održana je 8. veljače 2013. Svečanosti su prisustvovali predsjednik Azerbajdžana Ilham Alijev, prva dama Azerbajdžana Mehriban Alijeva, predsjednik Srbije Tomislav Nikolić i prva dama Srbije Dragica Nikolić. Na svečanom otvaranju predsjednici su održali govore.